# Jandial
Jandial, cerca de la ciudad de Taxila en Pakistán, es un yacimiento arqueológico que contiene un antiguo templo famoso por sus columnas jónicas. El templo está ubicado a 630 metros al norte de la puerta norte de Sirkap. Fue excavado en 1912-1913 por el Servicio Arqueológico de la India bajo la dirección de John Marshall. Se considera el edificio más claramente griego encontrado hasta ahora en suelo pakistaní.
Se lo considera un templo semiclásico. Su diseño es esencialmente el de un templo griego clásico, con un pronaos, un naos y un opistódomo en la parte posterior. En el frente dos columnas jónicas están flanqueadas por dos muros in antis. Parece que el templo tenía un muro exterior con ventanas o un pórtico, similar a la hilera de columnas propia de un diseño períptero. Las dimensiones del templo eran de unos 45 x 30 metros.

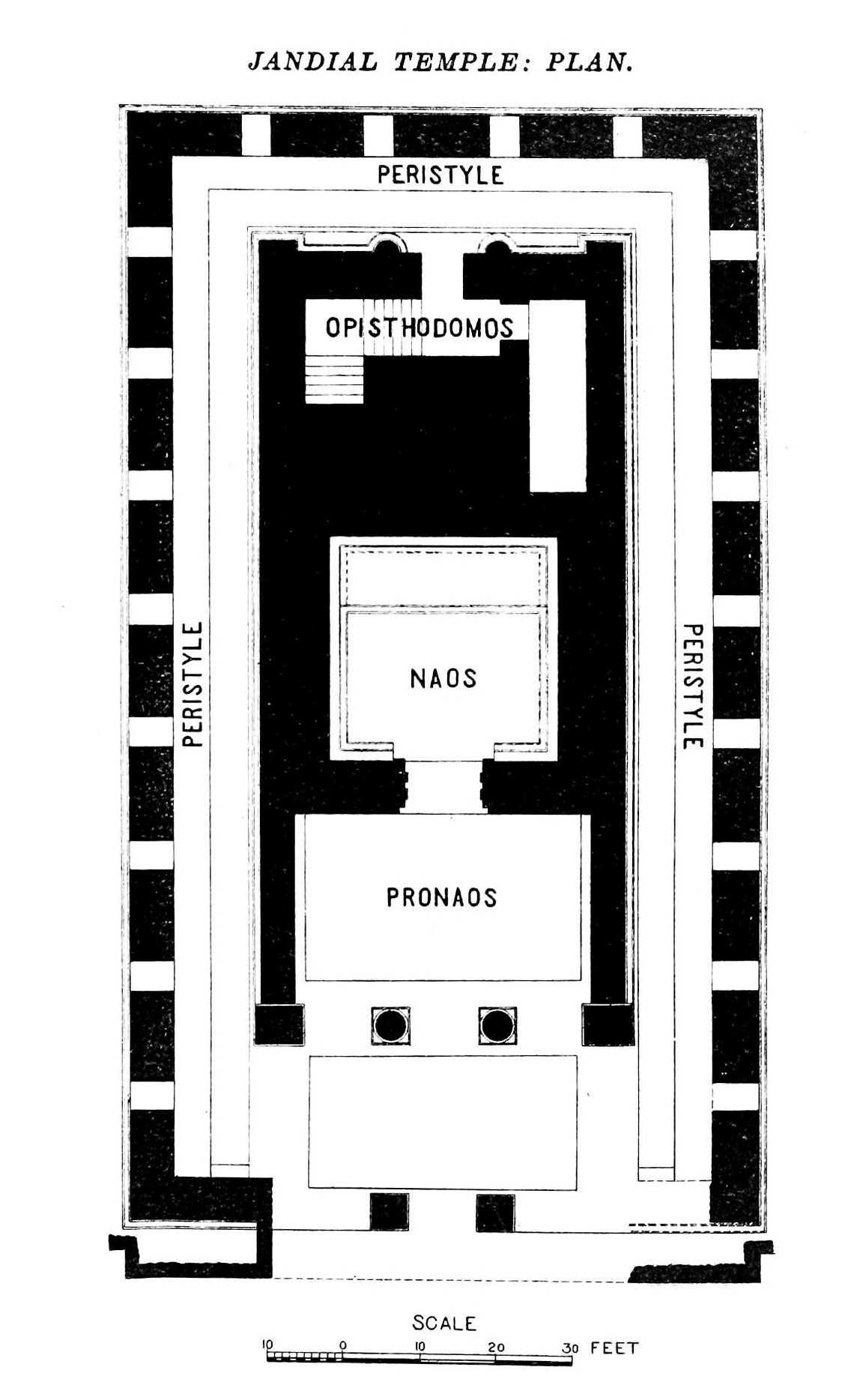
El templo de Jandial tiene la planta típica de un templo griego.

Sin embargo, en el interior del templo, entre el naos y el opistódomo, hay un grueso muro con una escalinata, lo que ha llevado a algunos autores a considerar que fue diseñado para soportar un zigurat como en un templo zoroástrico.
Además de en la capital de Pataliputra (siglo III a. C.), el estilo jónico aparece raramente en el subcontinente indio, y casi desapareció después, aparte de un pilar en Ahin Posh, que parece ser más parto que verdaderamente helenístico. Parece haber desaparecido con el debilitamiento de la presencia griega directa en la India, para ser reemplazada exclusivamente por los numerosos ejemplos de arte corintio que se pueden encontrar en los capitales indo-corintios de Gandhara.

## Construcción

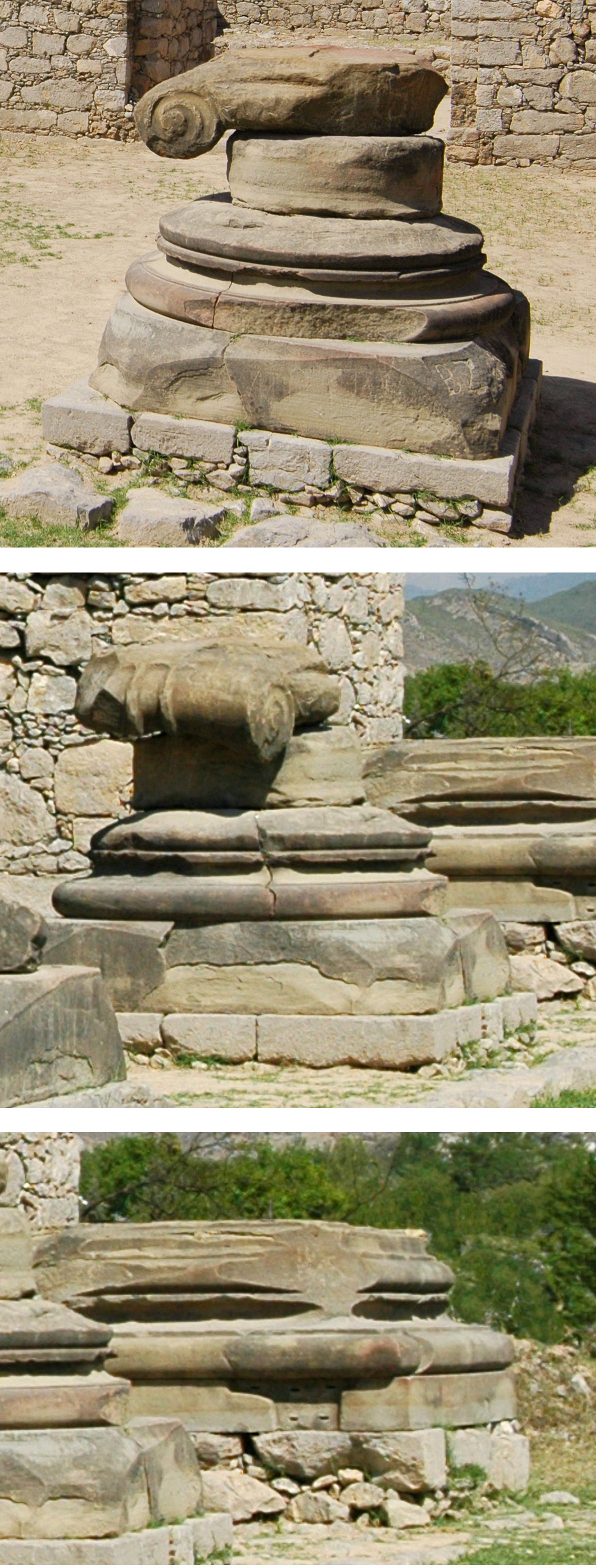
Columna y capitel jónicos y basa jónica del antis de Jandia.

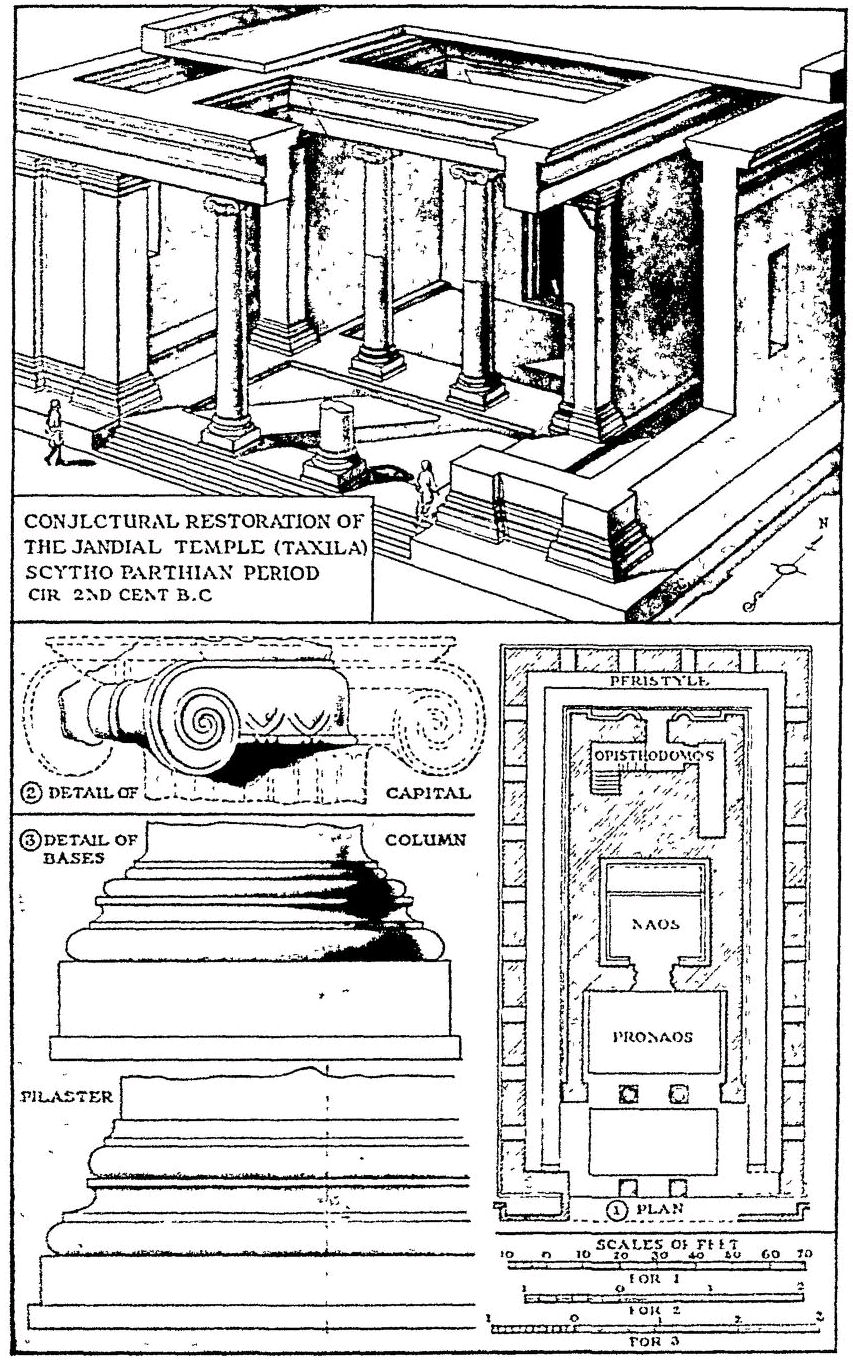
Reconstrucción hipotética del templo de Jandia.

Los capiteles jónicos del templo de Jandial parecen ser una versión pobre de los capiteles del templo jónico de Ártemis en Éfeso. Sin embargo, el diseño de las basas es bastante puro, al igual que las molduras de las paredes; además, los tambores están finamente unidos con tacos. Todo esto sugiere que el trabajo fue realizado bajo supervisión griega, o tal vez por griegos directamente.

## Datación
El templo puede haber sido construido en el siglo II a. C. por los griegos de la India. La alineación exacta del templo con Sirkap lleva a algunos autores a pensar que pudo ser construido durante el período de ocupación principal de la ciudad griega, y que pudo ser obra de un arquitecto de Asia Menor o de Grecia, o de un arquitecto formado en técnicas griegas.
También pudo ser construido bajo los indopartos en el siglo I a. C. para practicar la fe zoroástrica, tal vez justo después de su invasión de tierras helenísticas, usando mano de obra y conocimientos griegos.
Alternativamente, puede ser la construcción de un devoto griego del zoroastriasmo, ya que se sabe que en la India los griegos siguieron fácilmente otra fe, como lo demuestra la dedicación a Garuda hecha por un enviado griego en el pilar de Heliodoro en Besnagar. Entre los escombros del templo se encontró una moneda del gobernante indoescita Azes I, lo que sugiere que la construcción ocurrió durante su reinado.
El templo de Jandial puede haber sido el que visitó Apolonio de Tiana durante su visita al subcontinente en el siglo I d. C., del que dice:

Taxila, nos dicen, es tan grande como Nínive, y está bastante bien fortificada a la manera de las ciudades griegas; aquí estaba la residencia real del personaje que entonces gobernaba el imperio de Poros. Vieron un templo frente al muro, que no tenía mucho menos de 100 pies de tamaño, hecho de piedra cubierta con estuco, con un santuario construido dentro de él, algo pequeño en comparación con el gran tamaño del templo, que está rodeado de columnas, pero merece ser notado. Se clavaron placas de bronce en cada una de sus paredes, en las que se habían grabado las hazañas de Poro y Alejandro».
Filóstrato, Vida de Apolonio de Tiana 2.16-20]

## Galería

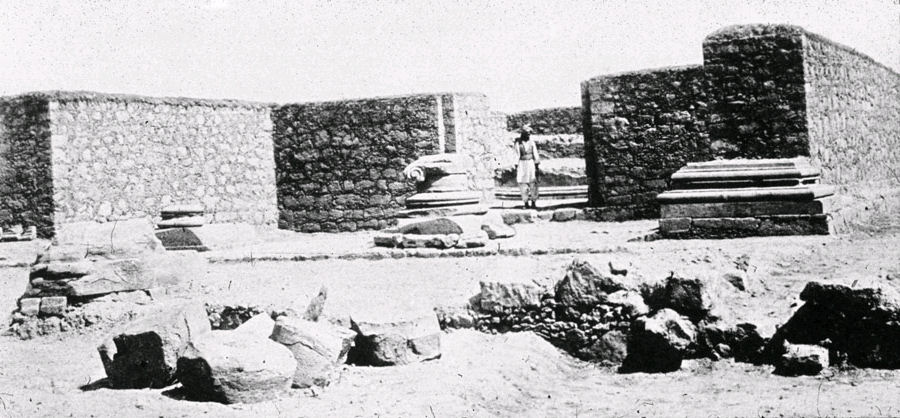
Campaña de 1912-13. Restos de pilares pueden verse en la fachada.
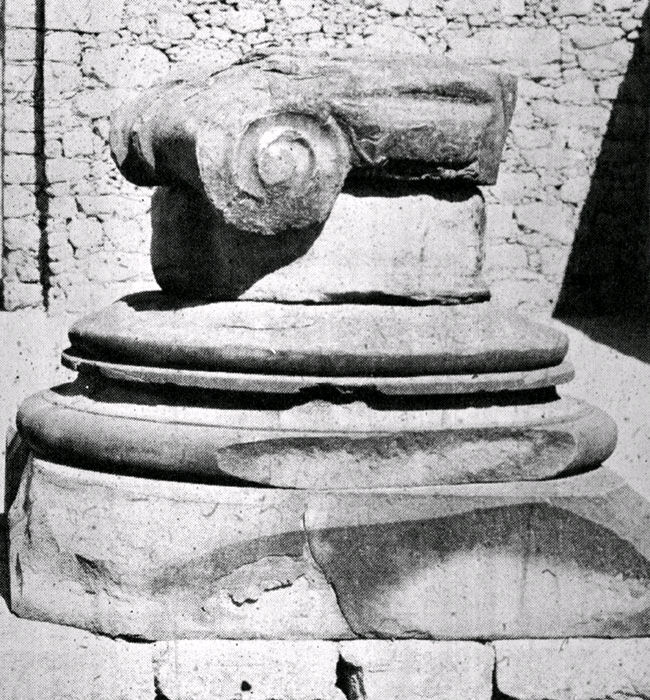
Campaña de 1912-13. Detalles decorativos en el capitel.
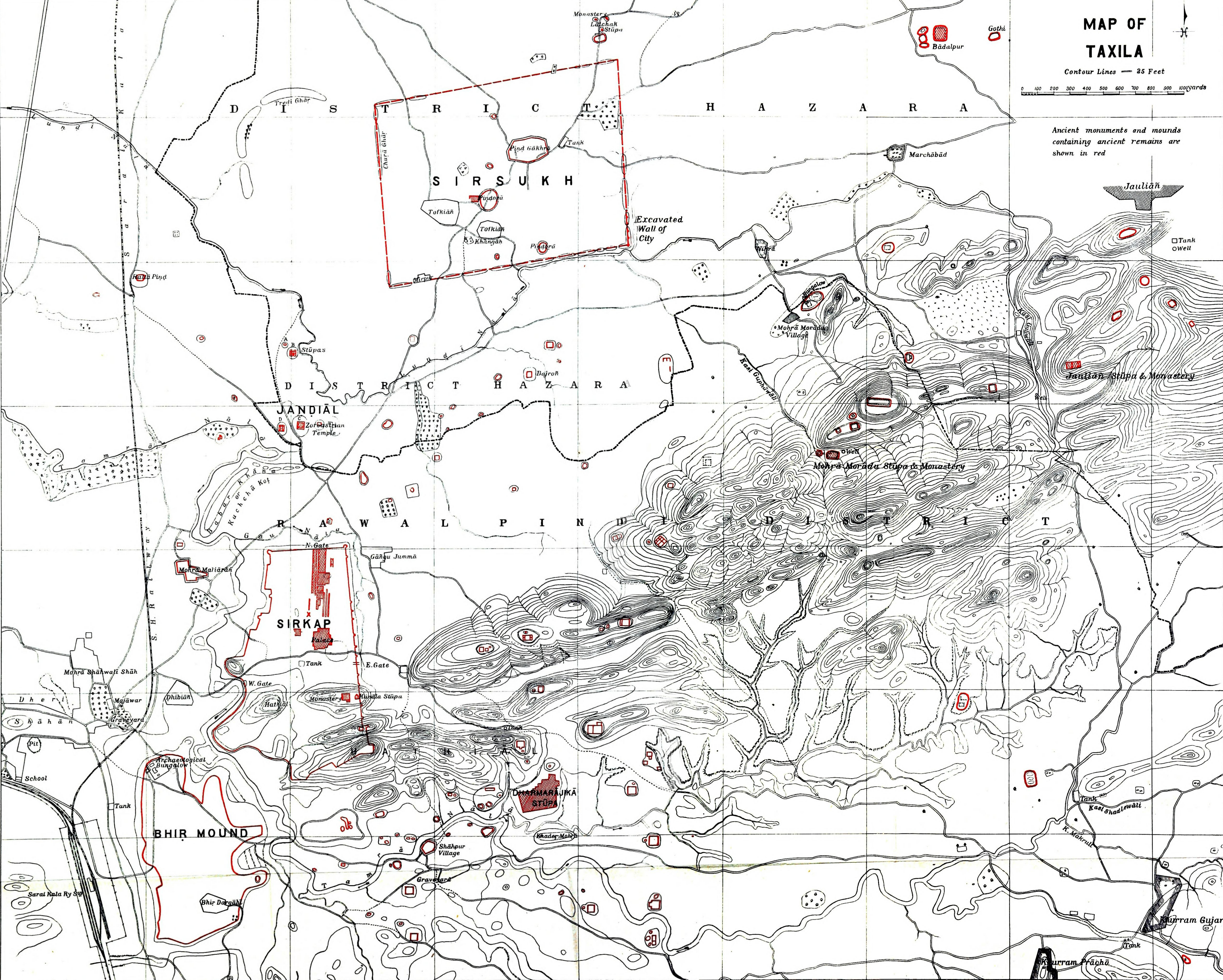
Jandial está ubicada al norte de Sirkap]].

## Jandial D
En otro montículo (montículo D), un poco al oeste de Jandial, se excavaron los cimientos de otro templo (Jandial D) que puede haber sido construido en el siglo II a. C. bajo los griegos, también excavado en 1863-64. El templo, que tiene una planta muy similar al de Jandial, tenía un gran porche delantero que medía 58 pies. Entre Jandial y Jandial D discurría muy probablemente la antigua carretera a Gandhara.